# Людмила Ріхтерова
Людмила Ріхтерова (чеськ. Ludmila Richterová; нар. 7 березня 1977) — колишня чеська тенісистка.
Найвищу одиночну позицію світового рейтингу — 62 місце досягла 18 березня 1996, парну — 141 місце — 6 березня 2000 року.
Здобула 1 одиночний та 4 парні титули.
Найвищим досягненням на турнірах Великого шолома було 3 коло в одиночному розряді.
Завершила кар'єру 2003 року.

## Фінали турнірів WTA

### Фінали в одиночному розряді (1–1)
| Перемога — Легенда                  |
| ----------------------------------- |
| Турніри Великого шлему (0–0)        |
| Турніри Туру WTA (0–0)              |
| Premier Mandatory & Premier 5 (0–0) |
| Premier (0–0)                       |
| International (1–1)                 |

| Результат | Ранг | Дата           | Турнір                   | Покриття | Суперниця         | Рахунок              |
| Поразка   | 1.   | 14 травня 1995 | Прага, Чехія             | Ґрунт    | Жулі Алар-Декюжі  | 4–6, 4–6             |
| Перемога  | 1.   | 20 травня 1995 | Борнмут, Велика Британія | Ґрунт    | Патрісія Гай-Буле | 6–7(10–12), 6–4, 6–3 |

## ITF Фінали

### Одиночний розряд (7-0)
| турніри $25,000 |
| турніри $10,000 |

| Результат | Ранг | Дата             | Турнір                                     | Покриття   | Суперниця у фіналі | Рахунок у фіналі |
| Перемога  | 1.   | 25 квітня 1993   | Ноттінгем, Велика Британія                 | Тверде     | Лоранс Буа         | 6–2, 7–5         |
| Перемога  | 2.   | 2 травня 1993    | Бат (Англія), Велика Британія              | Тверде     | Міхаела Зайболд    | 6–2, 6–7, 6-3    |
| Перемога  | 3.   | 6 вересня 1993   | Клагенфурт-ам-Вертерзе, Австрія            | Ґрунт      | Ева Мартінцова     | 6–2, 6–2         |
| Перемога  | 4.   | 5 грудня 1993    | Гавр, Франція                              | Ґрунт      | Петра Камстра      | 6–7, 6–3, 6–4    |
| Перемога  | 5.   | 6 лютого 1994    | Кобург (місто), Німеччина                  | Килим (i)  | Нансі Фебер        | 7–6(5), 6–2      |
| Перемога  | 6.   | 8 листопада 1999 | Ступава, Словаччина                        | Тверде (i) | Зузана Валекова    | 6–3, 6–1         |
| Перемога  | 7.   | 8 червня 2003    | Гілтон-Гед-Айленд (Південна Кароліна), США | Тверде     | Ніколь Ренкен      | 6–1, 6–0         |

### Парний розряд (4–4)
| Результат | Ранг | Дата              | Турнір                 | Покриття   | Партнерка           | Суперниці                            | Рахунок       |
| --------- | ---- | ----------------- | ---------------------- | ---------- | ------------------- | ------------------------------------ | ------------- |
| Перемога  | 1.   | 29 листопада 1993 | Гавр, Франція          | Ґрунт (i)  | Ленка Немечкова     | Хрістіна Пападакі Джулі Стівен       | 6–1, 7–6(2)   |
| Перемога  | 2.   | 24 жовтня 1994    | Пуатьє, Франція        | Тверде (i) | Гелена Вілдова      | Татьяна Єчменіца Светлана Кривенчева | 7–6, 6–1      |
| Поразка   | 3.   | 21 червня 1999    | Штутгарт, Німеччина    | Ґрунт      | Радка Пеліканова    | Патріція Вартуш Ясмін Вер            | 1–6, 6–7(6)   |
| Поразка   | 4.   | 11 липня 1999     | Дармштадт, Німеччина   | Ґрунт      | Моніка Машталіржова | Петра Мандула Тетяна Пучек           | 3–6, 1–6      |
| Перемога  | 5.   | 26 липня 1999     | Памплона, Іспанія      | Тверде     | Мотідзукі Хіроко    | Селіма Сфар Джоан Ворд               | 2–6, 6–4, 6–3 |
| Поразка   | 6.   | 27 лютого 2000    | Бухен, Німеччина       | Килим (i)  | Магдалена Кучерова  | Адрієнн Хегюдюш Майке Каутстал       | 4–6, 2–6      |
| Поразка   | 7.   | 25 червня 2000    | Сопот (Польща), Польща | Ґрунт      | Маркета Кохта       | Мілена Неквапілова Гана Шромова      | 3–6, 2–6      |
| Перемога  | 8.   | 13 квітня 2003    | Мумбаї, Індія          | Тверде     | Юлія Єфремова       | Акгуль Аманмурадова Ху Чін-Бі        | 7–5, 7–5      |